# Villedaigne
Villedaigne é uma comuna francesa na região administrativa de Occitânia, no departamento de Aude. Estende-se por uma área de 2,49 km². Em 2010 a comuna tinha 520 habitantes (densidade: 208,8 hab./km²).